# Antrophyum obovatum
Antrophyum obovatum är en kantbräkenväxtart som beskrevs av Bak. Antrophyum obovatum ingår i släktet Antrophyum och familjen Pteridaceae. Inga underarter finns listade.